# 韋爾蒂伊夫卡 (尼任區)
51°9′51″N 31°50′45″E / 51.16417°N 31.84583°E

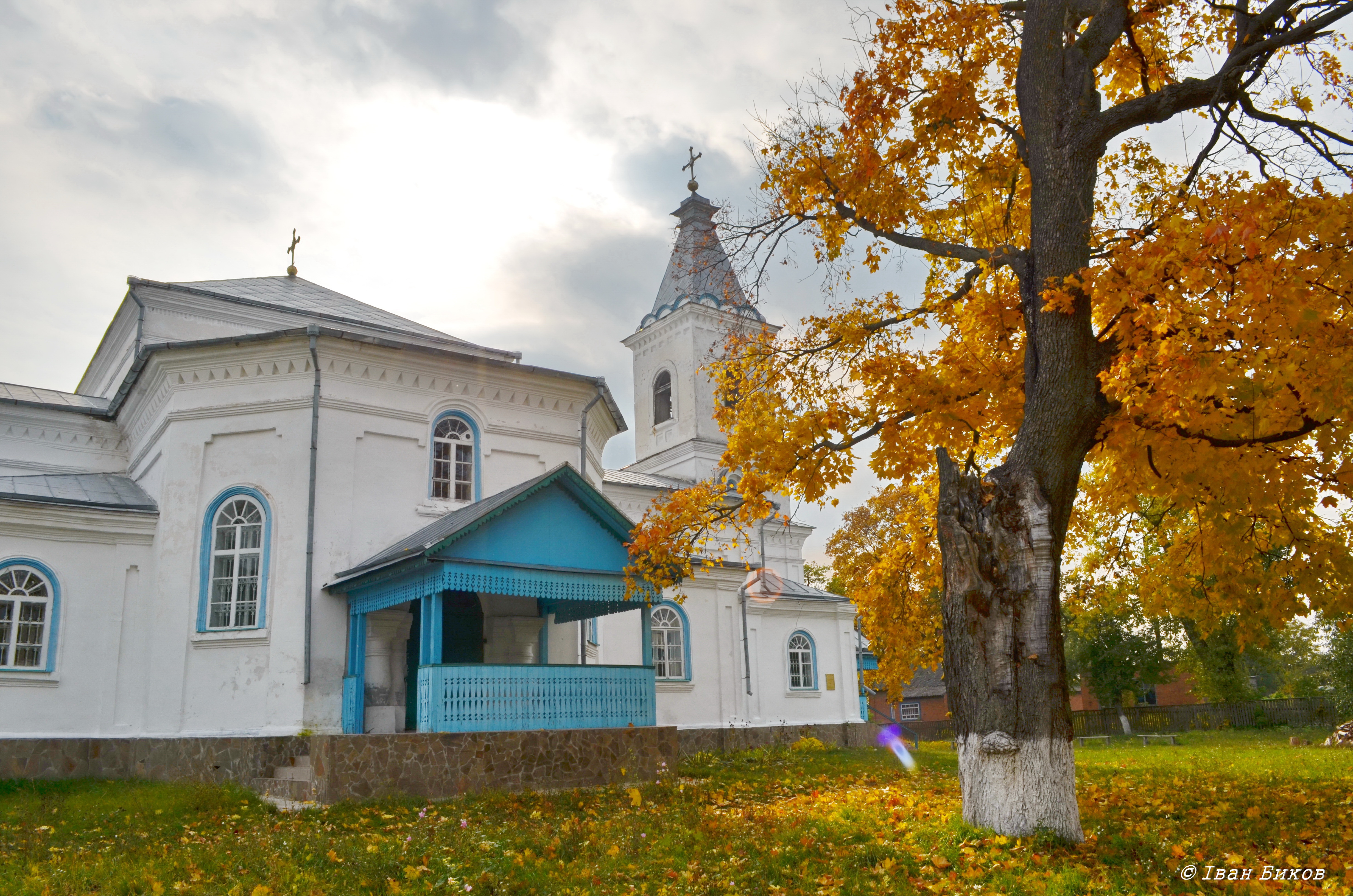
教堂

韋爾蒂伊夫卡（羅馬化：Vertiivka）是烏克蘭北部切爾尼戈夫州尼任區韦尔蒂伊夫卡市镇内的村落及其行政中心。始建於1600年，面積12.52平方公里，海拔高度120米，2001年人口3,849，人口密度每平方公里307.35人。